# Dreieckskomposition

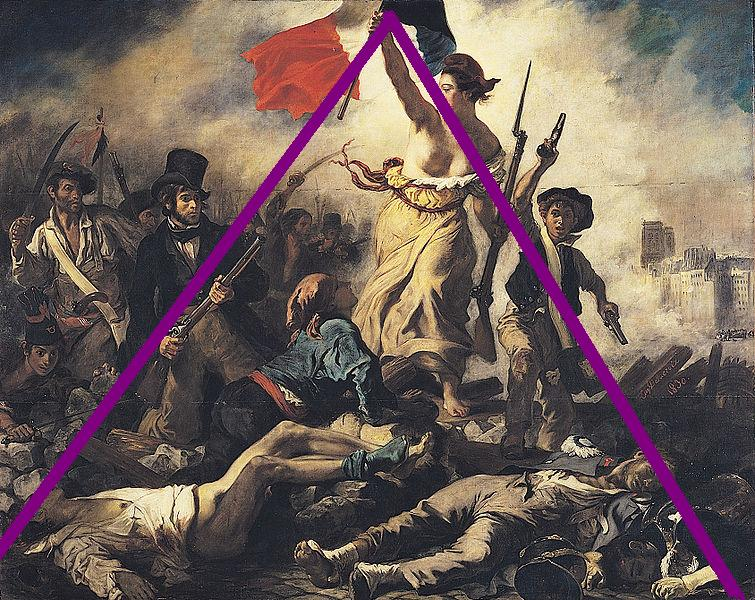
Eugène Delacroix: Die Freiheit führt das Volk, 1830.

Die Dreieckskomposition (englisch triangle composition, triangular composition) ist eine Kompositionsart, bei der Personen, Tiere und Gegenstände auf einer Bildfläche ein Dreieck, manchmal auch mehrere Dreiecke bilden. Das Dreieck kann gleichseitig, gleichschenklig, spitzwinklig, stumpfwinklig oder rechtwinklig sein. Wegen der Ecken und geraden Seiten besitzt jedes Dreieck eine starke Richtungskomponente, wodurch sich eine dynamische Grundwirkung ergibt. Man findet Dreieckskompositionen in der Malerei, Grafik, Plastik, Architektur, Fotografie, im Film und Design.

## Renaissance

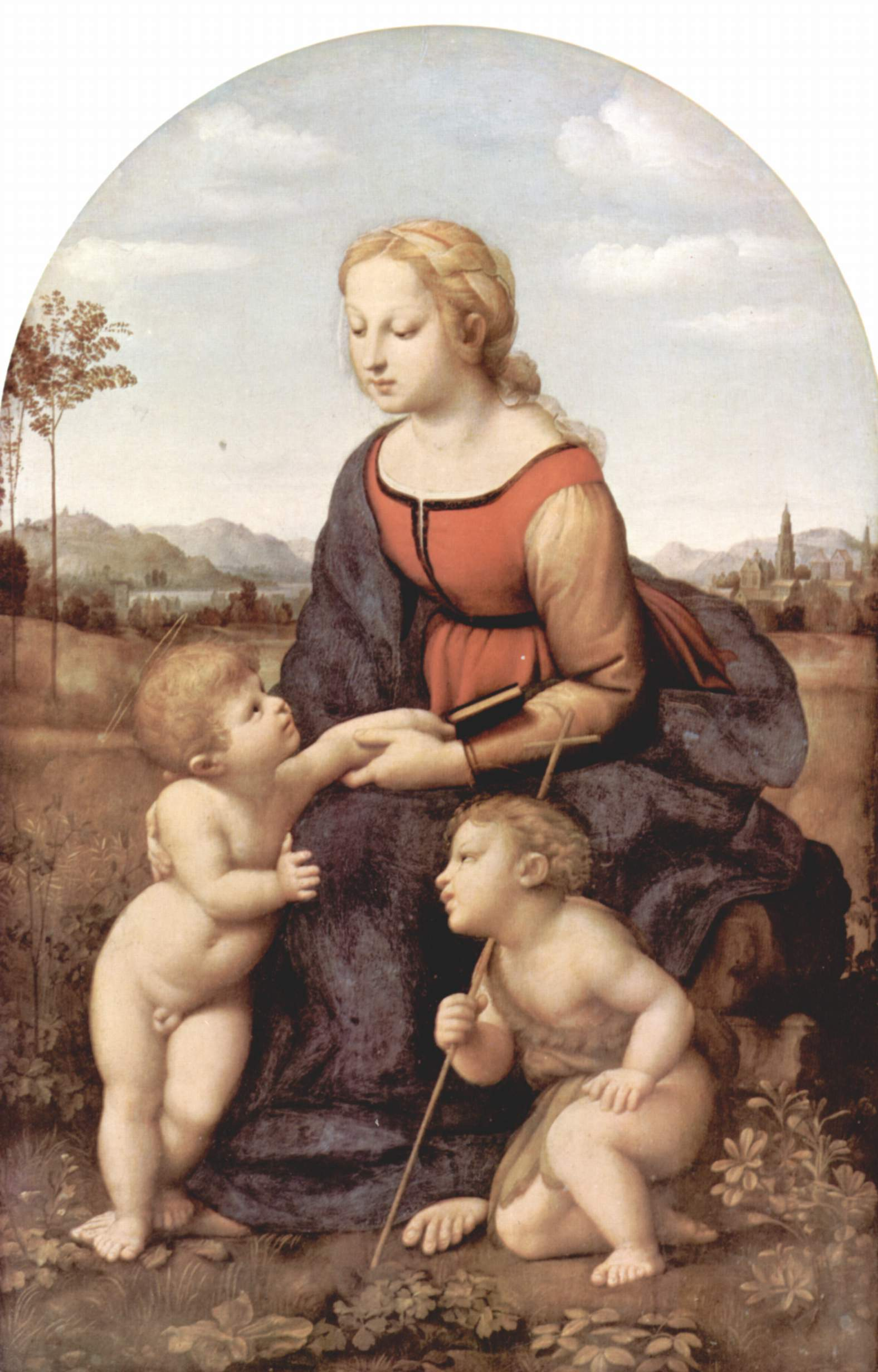
Raffael: Madonna mit Jesuskind und Johannesknabe, 1507

Vor allem in der kunstgeschichtlichen Epoche der Renaissance
wurde für die Darstellung religiöser Inhalte die
Dreieckskomposition genutzt. Man sah
in der durch die geometrische Form des Dreiecks verkörperte
Klarheit, Ruhe und Harmonie ein hervorragendes Symbol
zur Darstellung der Dreifaltigkeit
, Gott Vater, Sohn und Heiliger Geist, und versuchte so die spirituelle Bedeutung dieses Themas zu
unterstreichen. Die Dreieckskomposition wurde so zu einem
der wichtigsten christlichen Bildzeichen der damaligen
Zeit.

## Passives Dreieck
Zeigt das Dreieck nach oben, entsteht durch die waagerechte Basis ein ruhiger, stabiler Eindruck, weshalb es als passives Dreieck bezeichnet wird. Ein gleichseitiges oder gleichschenkliges und nicht zu hohes Dreieck verkörpert Ausgewogenheit, Harmonie, Klarheit, Ordnung, Ruhe, Sicherheit und Würde. Es kann aber auch für Strenge und Starrheit stehen. Bei einem flachen, stumpfwinkligen Dreieck verursacht die breite Basis eine schwere, besonders statische, starre Ruhe. Eine dynamische Wirkung lässt sich dennoch durch schräge oder diagonale Linien und durch Darstellung einer Bewegung realisieren. Ein gestrecktes, spitzwinkliges Dreieck strebt durch die Pfeilspitze nach oben.

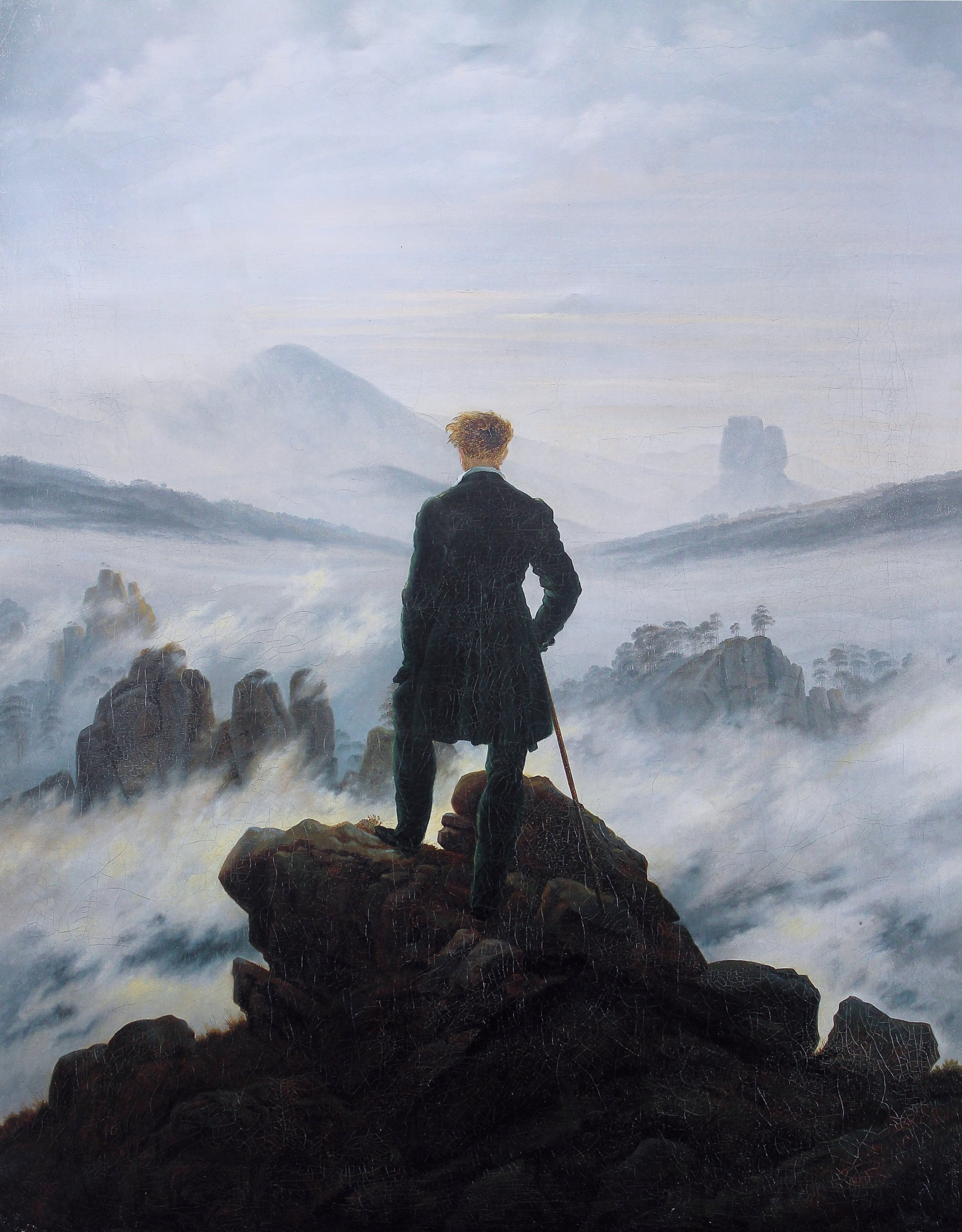
Caspar David Friedrich: Der Wanderer über dem Nebelmeer, um 1818.
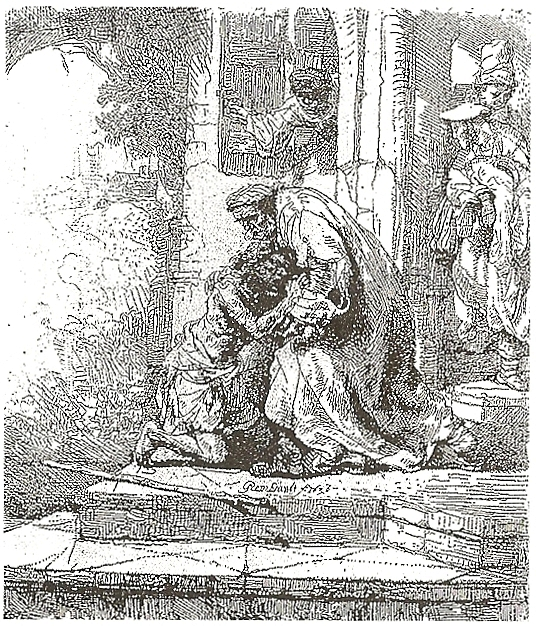
Rembrandt: Die Rückkehr des verlorenen Sohns, 1636.
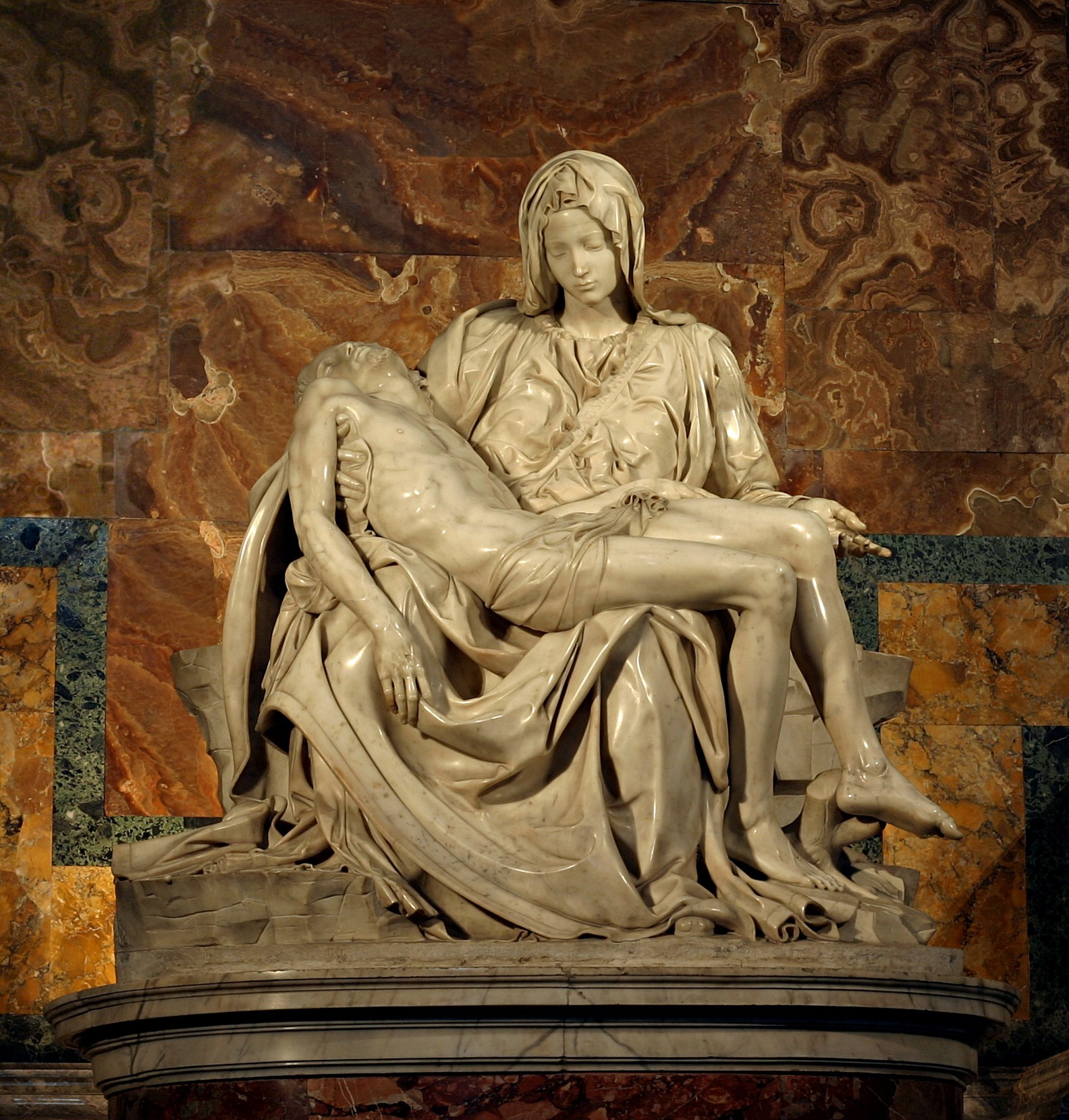
Michelangelo: Pietá, ca. 1498–1500.
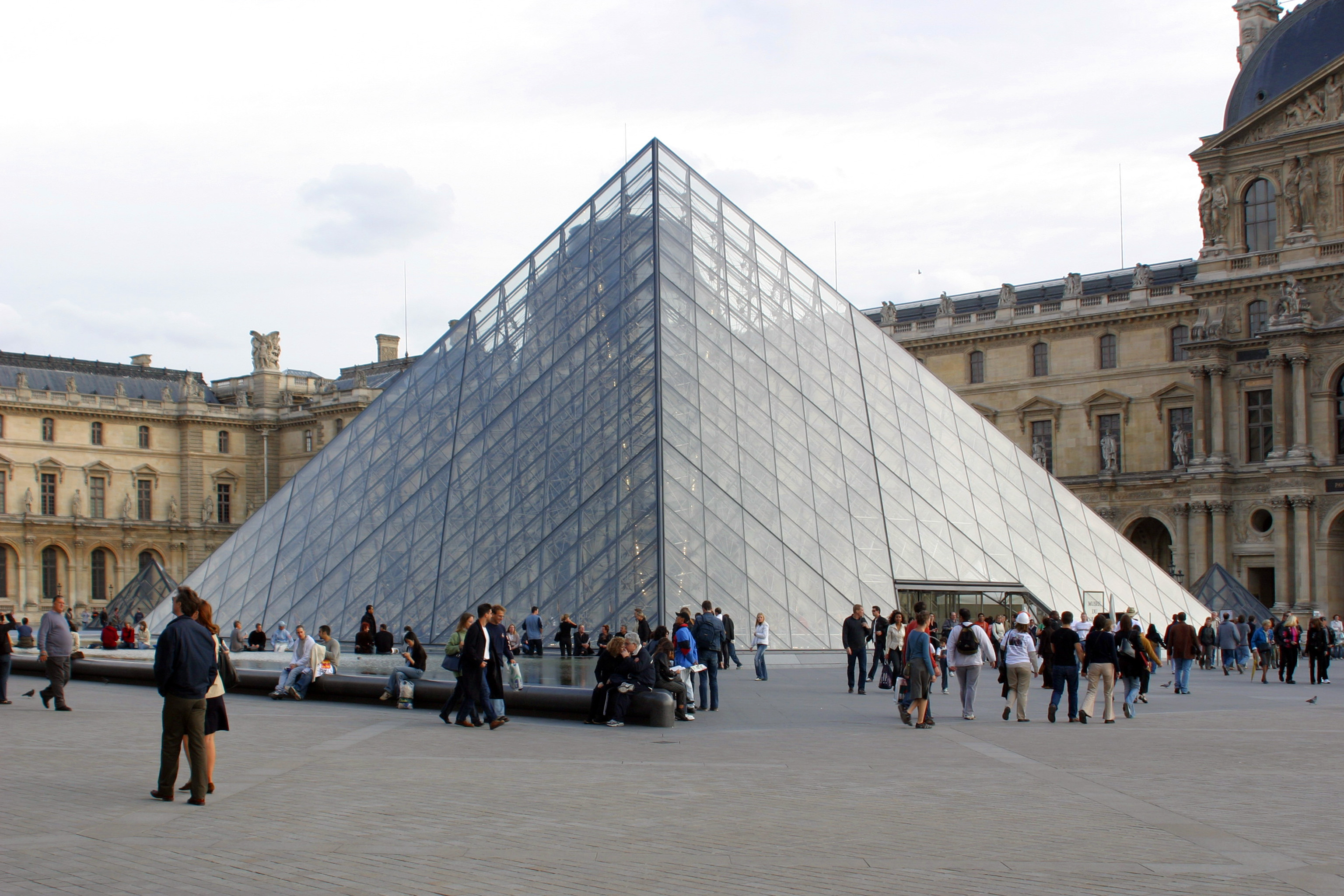
Glaspyramide im Innenhof des Louvre, Paris, 1985 bis 1989.
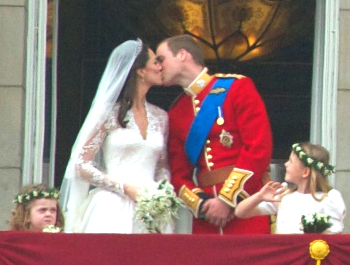
Hochzeit von Prinz William und Kate Middleton, 2011.
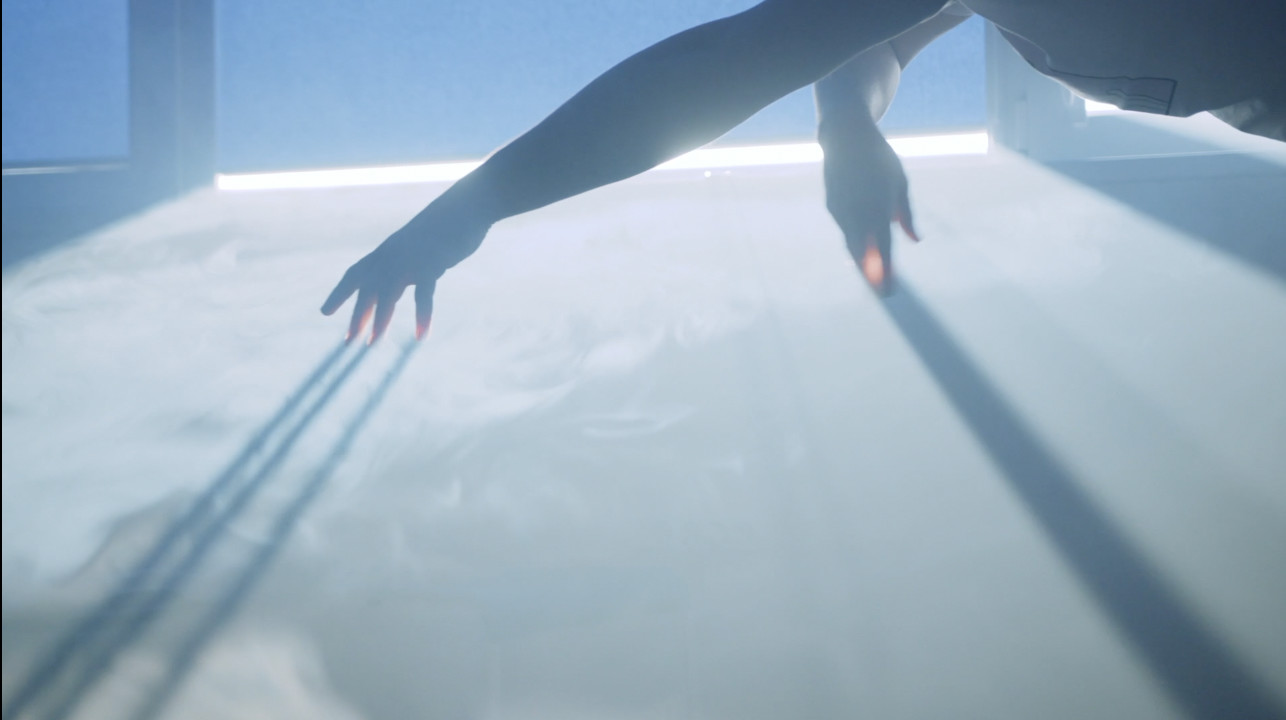
Die Offenbarung des Johannes (Revelation of Jonah), Filmstill 2020.
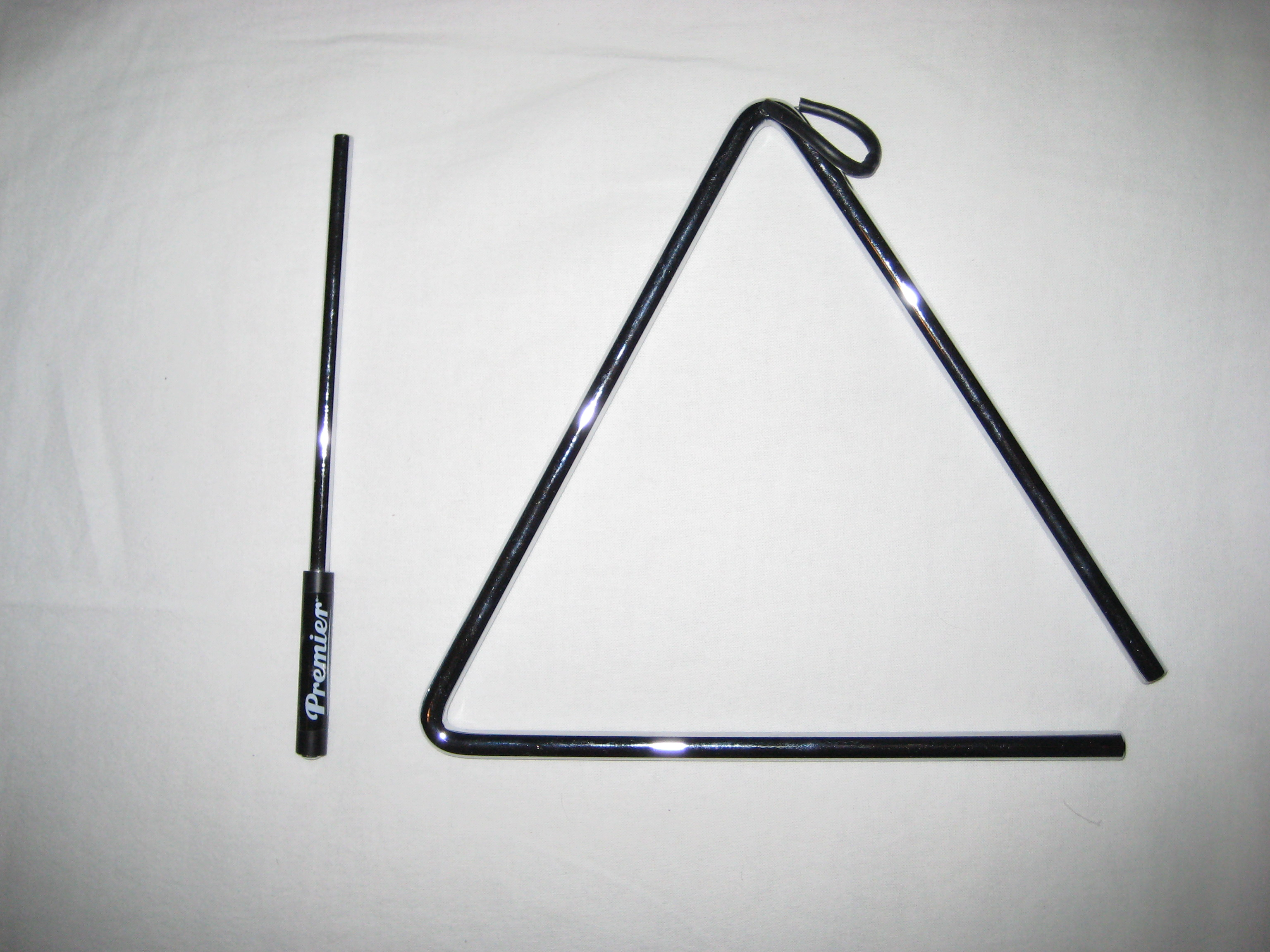
Triangel (Instrument)

## Aktives Dreieck
Zeigt das Dreieck nach unten, entsteht ein dynamischer, vitaler und labiler Eindruck, weshalb es als aktives Dreieck bezeichnet wird. Dadurch, dass das Dreieck auf der Spitze steht, ist der stärkste Grad der dynamischen Wirkung erzielt. Es verkörpert Veränderung, bisweilen auch Instabilität und Dramatisches.

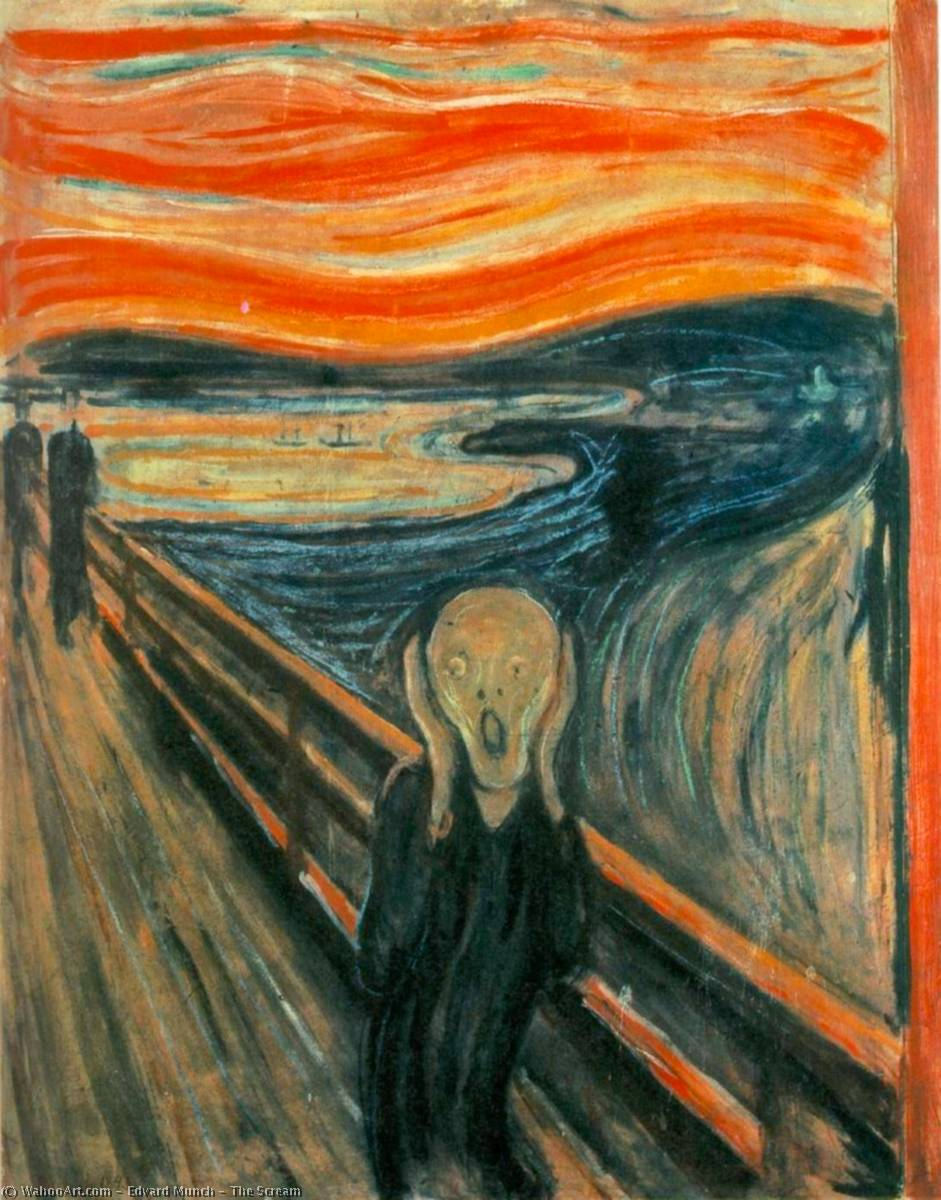
Edvard Munch: Der Schrei, 1893.
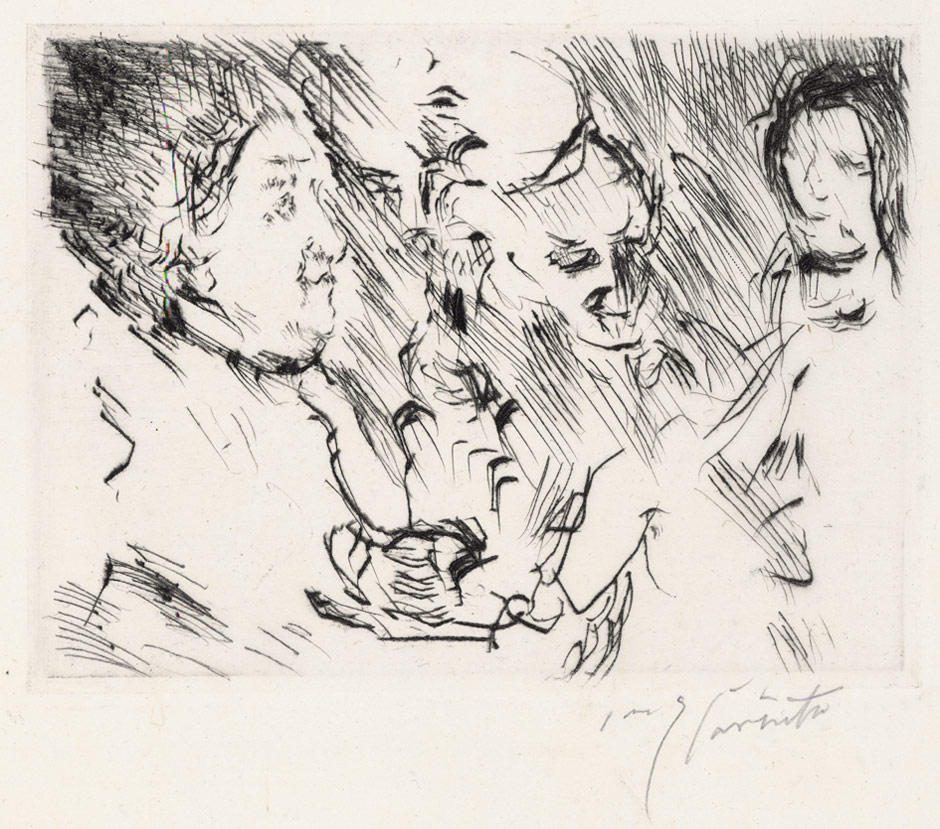
Lovis Corinth: Drei Personen am Tisch bei Lampenschein, 1924.
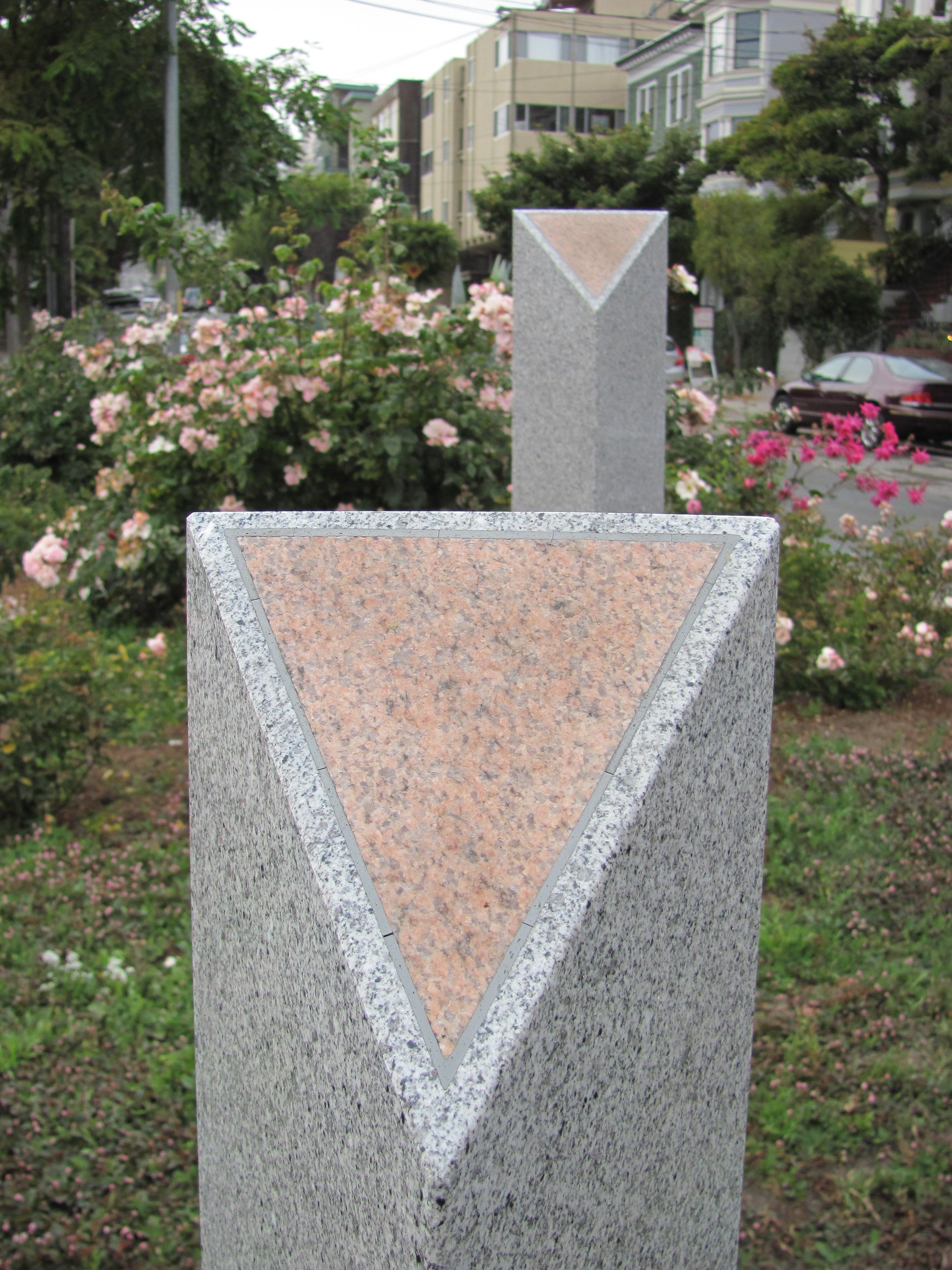
Robert Bruce und Susan Martin: Rosa-Dreieck-Park und -Denkmal (Pink Triangle Park and Memorial), San Francisco, California, 2002.
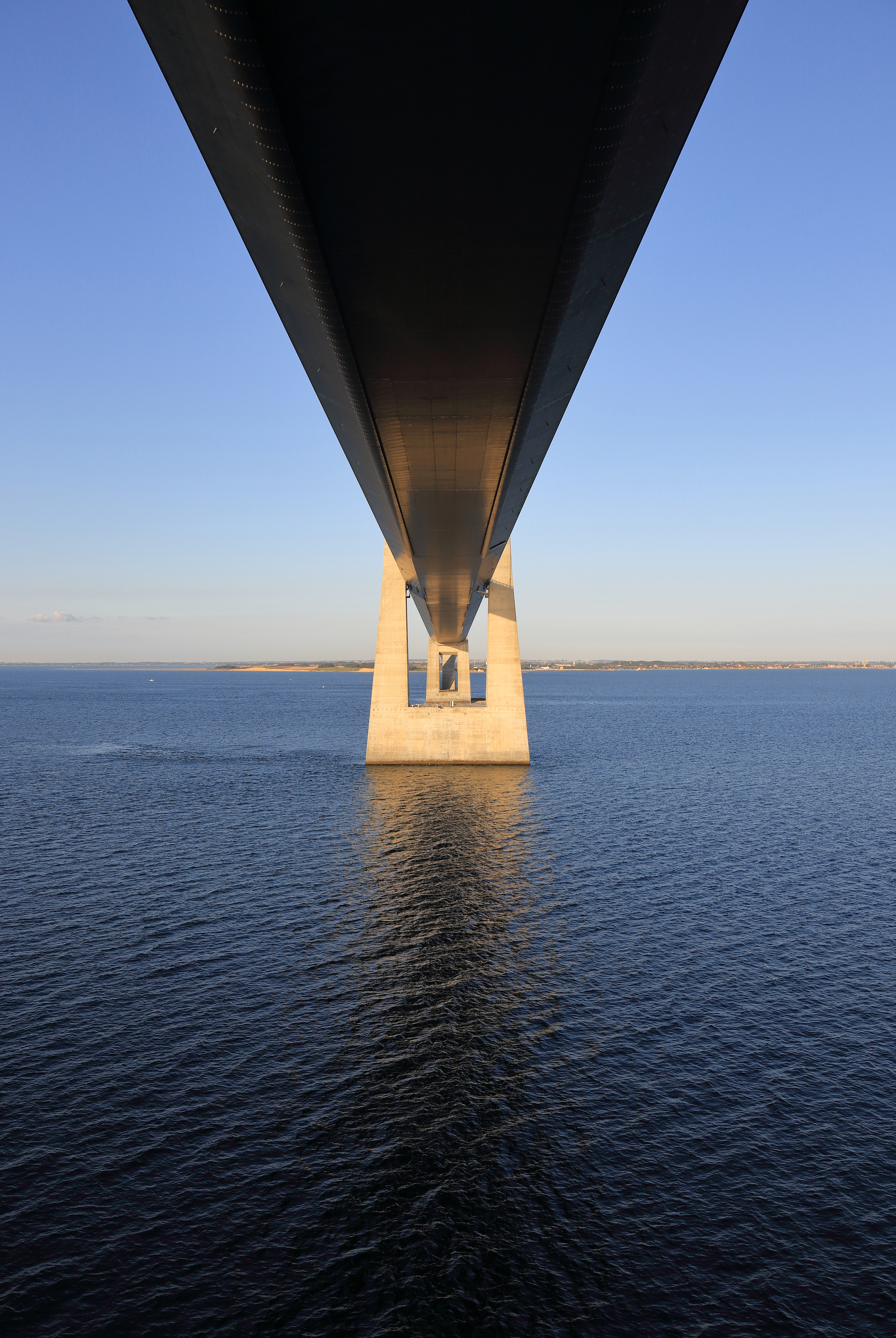
Brücke über den Großen Belt (Blick von unterhalb der Brücke), Dänemark, 1991–1998.
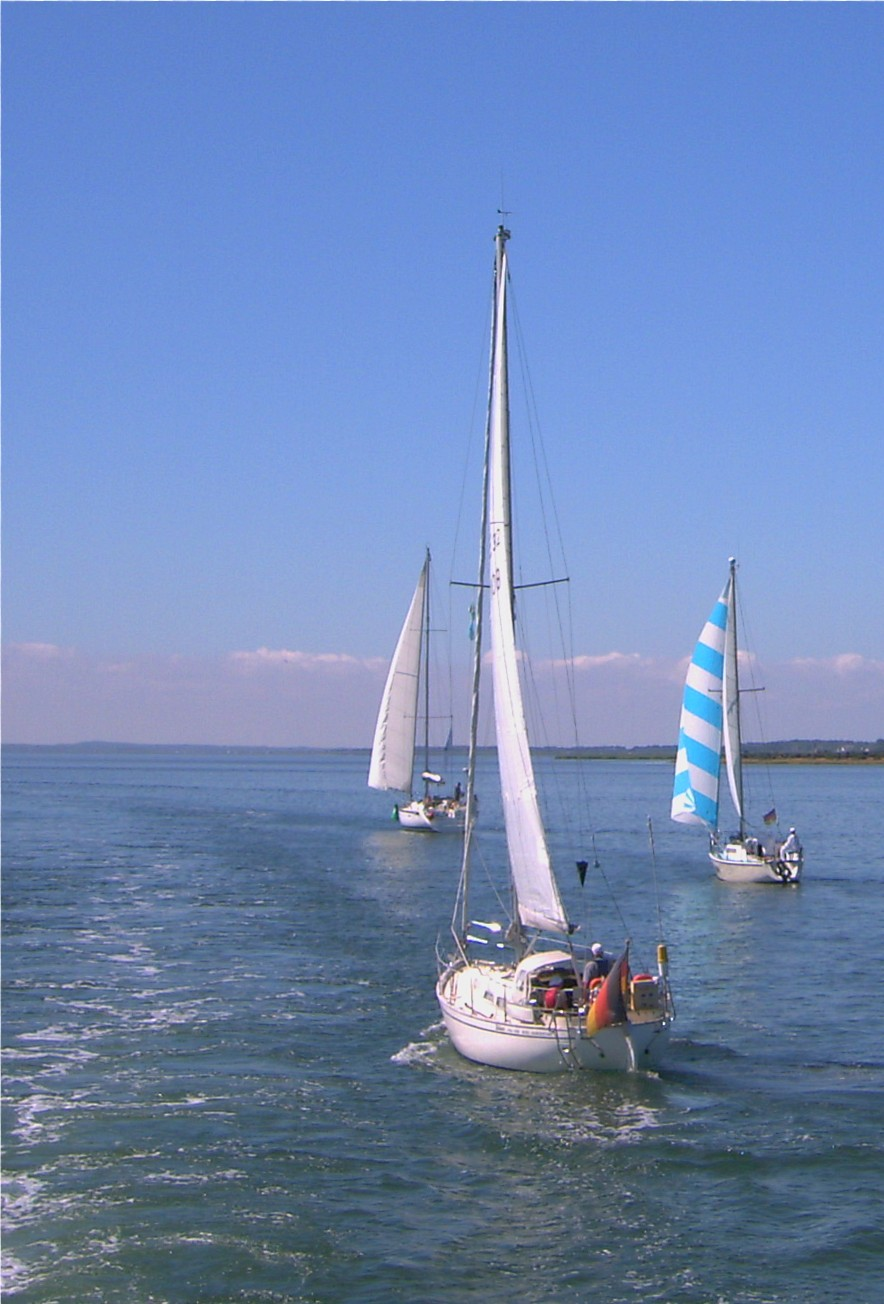
Segelboote vor Hiddensee (die Rümpfe der Boote bilden ein aktives Dreieck), 2006.
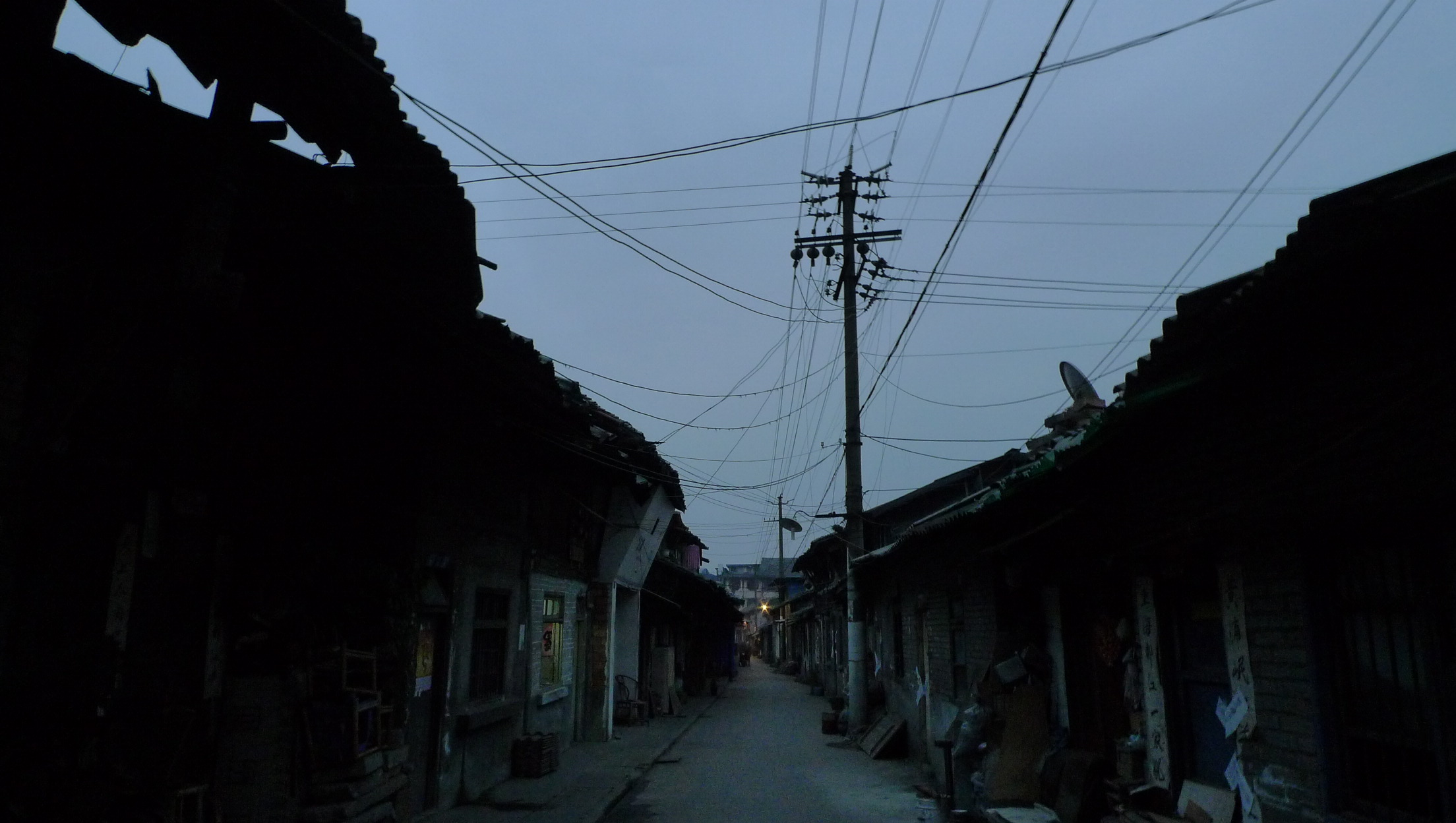
Das verschwindende Frühlingslicht (The Vanishing Spring Light), Filmstill 2010.
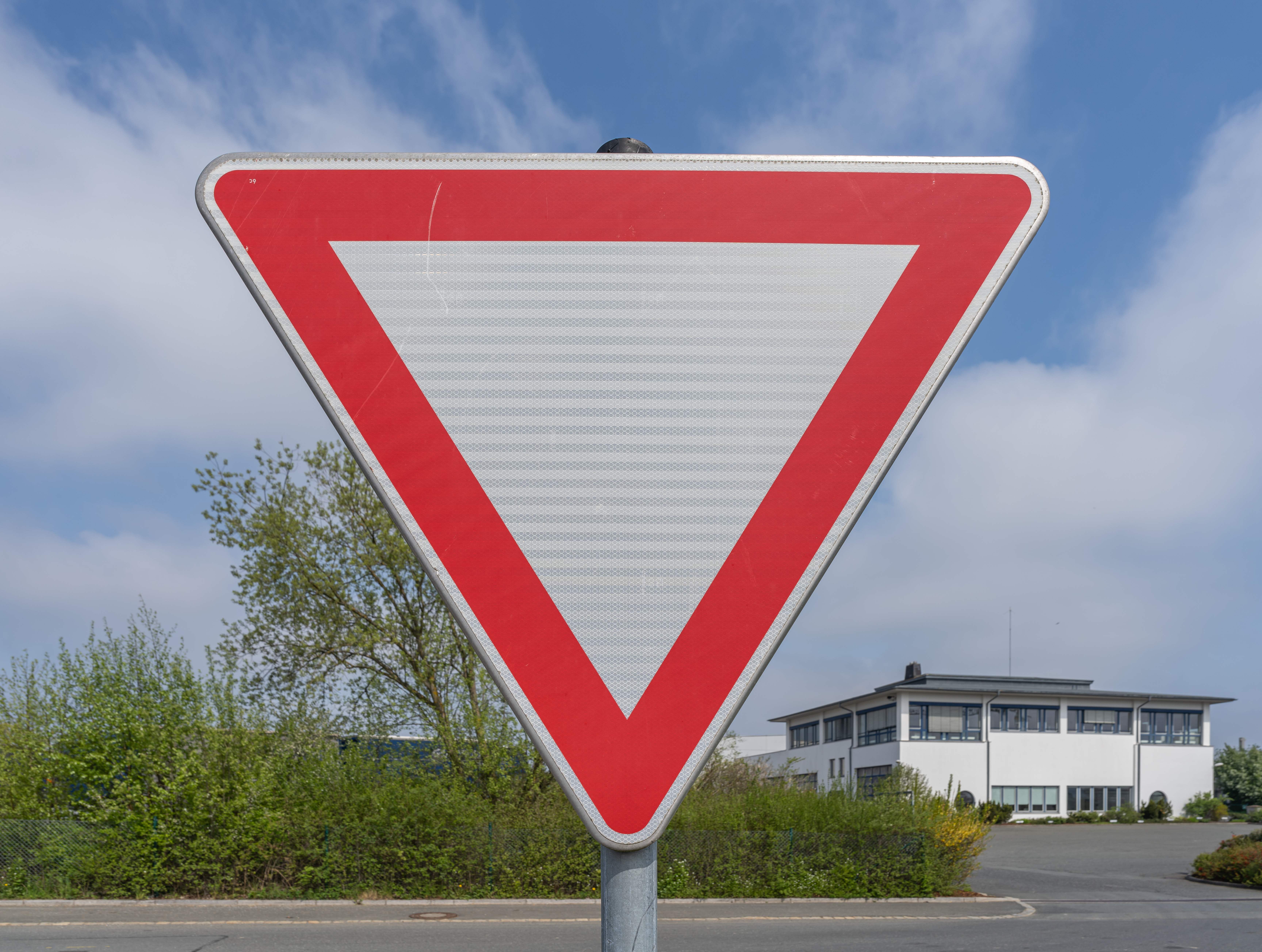
Verkehrsschild Vorfahrt gewähren!

## Schiefes Dreieck
Ein asymmetrisches, schief liegendes Dreieck wirkt besonders unausgewogen, dabei spannend, dynamisch und labil.

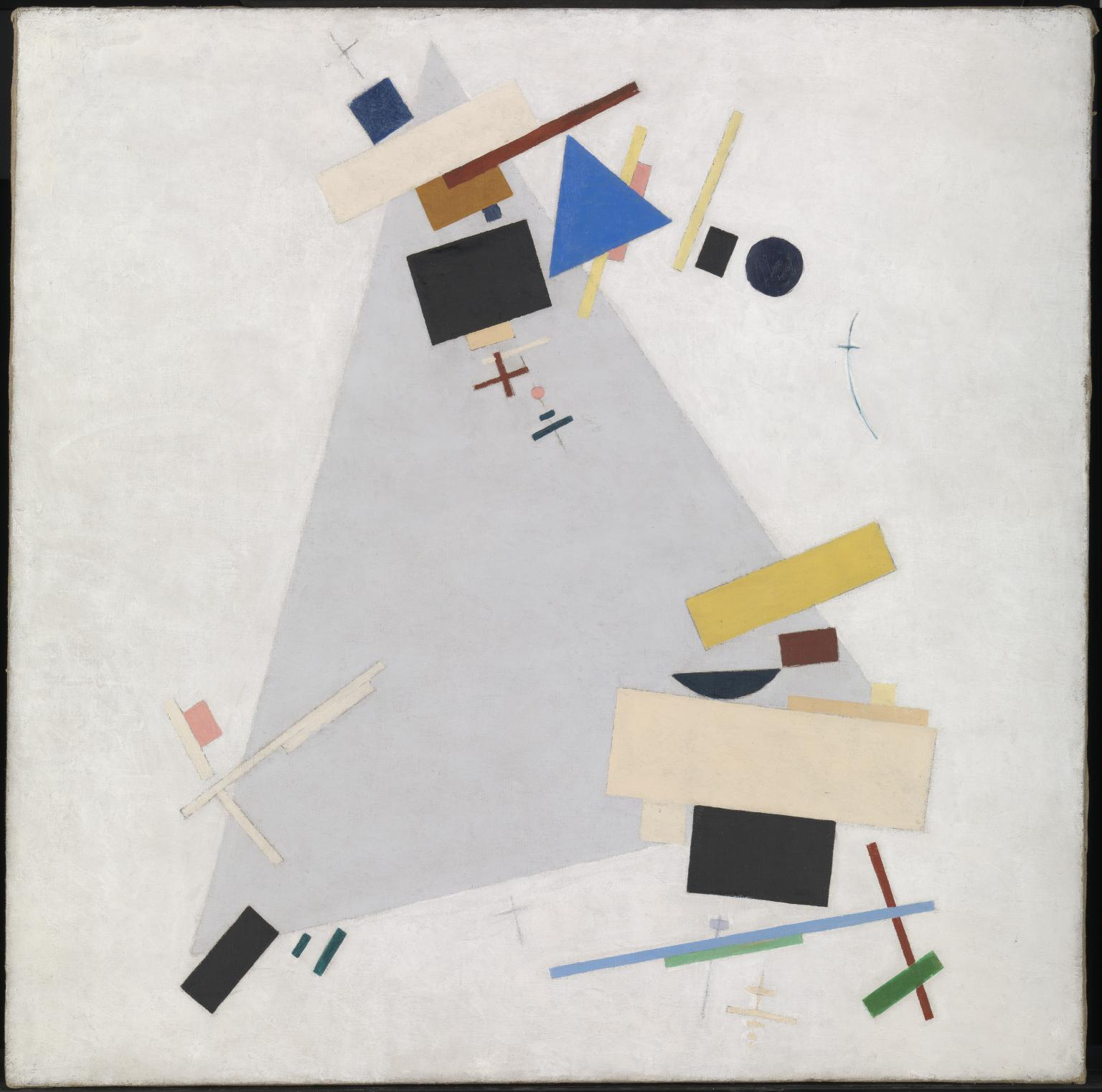
Kasimir Malewitsch: Dynamischer Suprematismus, 1916.
Otto Scholderer: Drei Personen am Kamin, 1874.
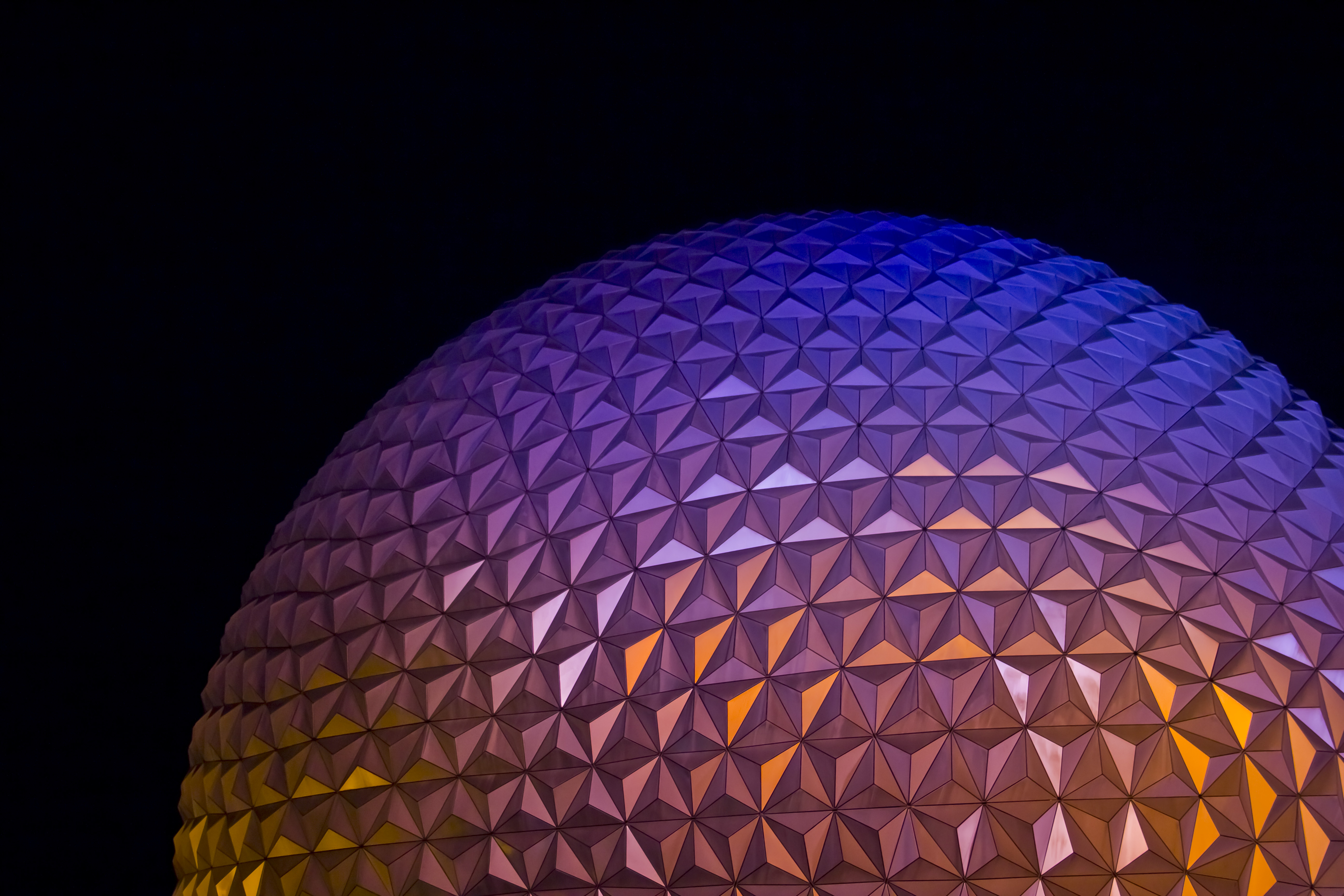
Ausschnitt aus dem Golfball, Spaceship Earth, Epcot Center, Orlando, Florida, 1982.
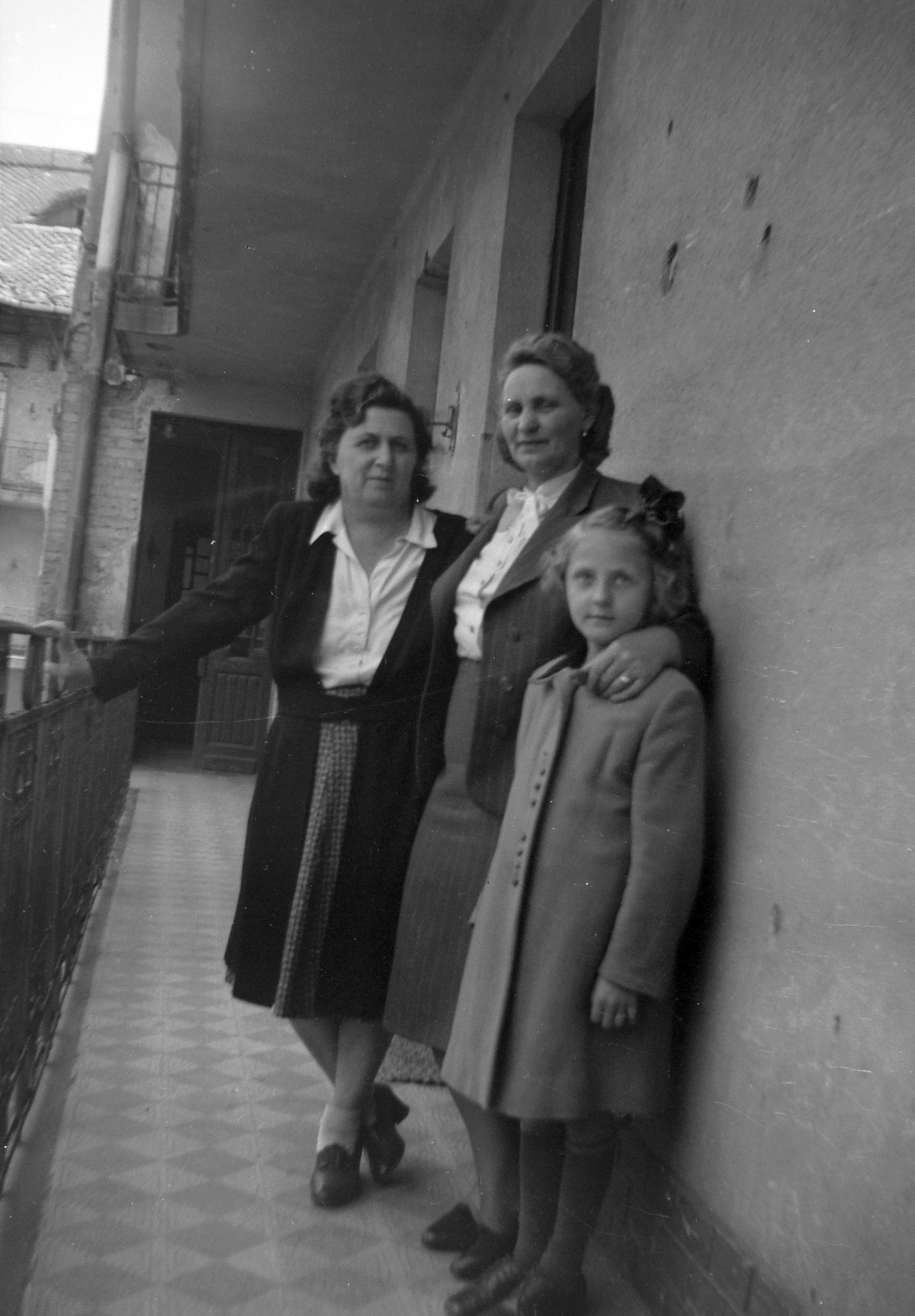
Drei Menschen in Budapest, Ungarn, 1948
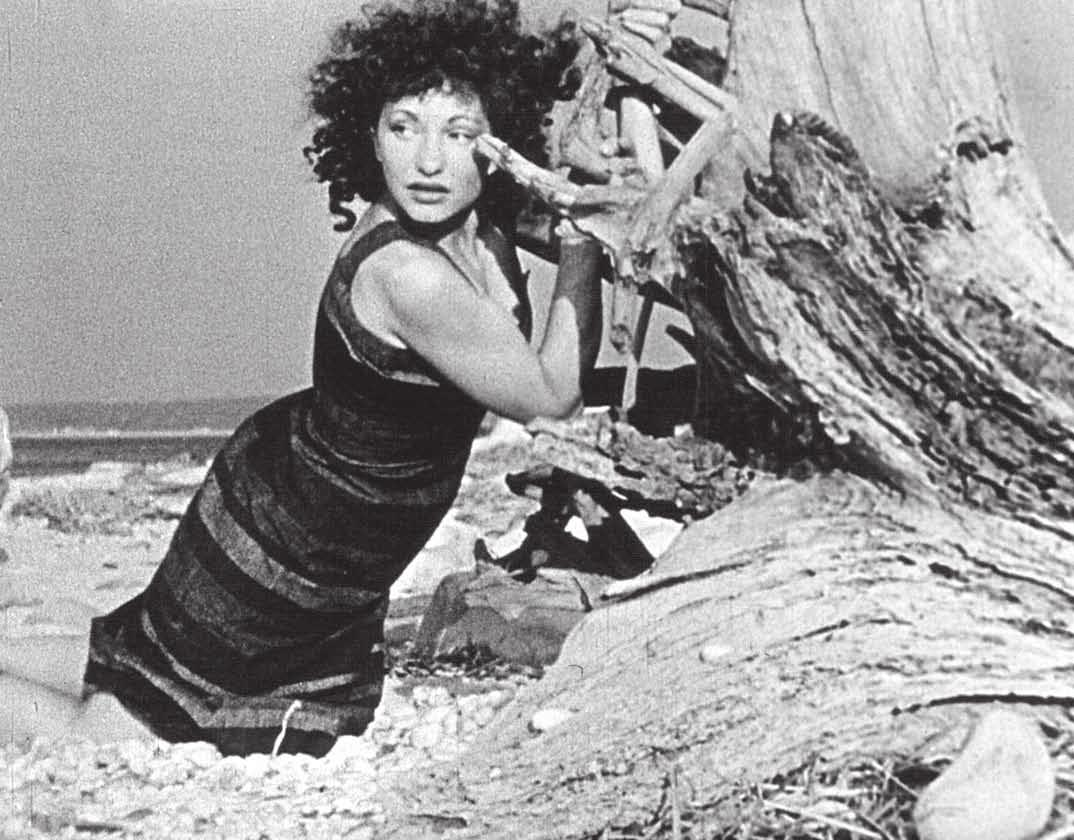
Schauspielerin Maren Deren, Filmstill des experimentellen Stummfilms An Land (At Land), 1944.
Grünweiße Flagge der Gemeinde Guixers in der Provinz Lleida, Katalonien, Spanien.